# Collet de Can Tripeta
El Coll de Can Tripeta és una collada situada a 696 m d'altitud situat en el punt de trobada dels termes municipals de Bigues i Riells (àmbit del poble de Riells del Fai), el Figueró i Montmany i Sant Quirze Safaja, els dos primers en el Vallès Oriental i el darrer en el Moianès.
Està situat en el vessant nord-oest del cim de Puiggraciós, en la carena que uneix aquesta muntanya amb els Cingles de Bertí. És a ponent del Santuari de Puiggraciós, a llevant de Can Coll, al sud-est de Can Carbassot i al nord-est del Pollancre.